# Epicauta rufidorsum
Epicauta rufidorsum là một loài bọ cánh cứng trong họ Meloidae. Loài này được Goeze miêu tả khoa học năm 1777.